# Brotherella tsunodae
Brotherella tsunodae là một loài Rêu trong họ Sematophyllaceae. Loài này được (Broth. & Yasuda) Toyama mô tả khoa học đầu tiên năm 1960.